# Plessis-Barbuise
 Plessis-Barbuise  es una población y comuna francesa, en la región de Champaña-Ardenas, departamento de Aube, en el distrito de Nogent-sur-Seine y cantón de Villenauxe-la-Grande.

## Demografía
| 125 | 116 | 101 | 100 | 94 | 125 |
| Para los censos de 1962 a 1999 la población legal corresponde a la población sin duplicidades (Fuente: INSEE [Consultar]) |     |     |     |    |     |